# Capupa
Capupa – miasto w Angoli, w prowincji Benguela.